# اللفائف القديمة 4: النسيان
ذا إلدر سكرولز IV: أوبليفيون (بالإنجليزية: The Elder Scrolls IV: Oblivion)، هي لعبة تقمّص أدوار وحركة صدرت عام 2006، طوّرتها شركة بيثيسدا غيم ستوديوز، ونشرتها بالتعاون مع بيثيسدا سوفتووركس و2K غيمز. تُعد هذه اللعبة الجزء الرابع في سلسلة ذا إلدر سكرولز، وتأتي بعد إصدار عام 2002 "ذا إلدر سكرولز 3: موروويند". صدرت اللعبة على مايكروسوفت ويندوز وإكس بوكس 360 في عام 2006، ثم على بلايستيشن 3 في عام 2007.
تدور أحداث اللعبة في مقاطعة خيالية تُدعى سايروديل، وتركز القصة الرئيسية على محاولة اللاعب التصدي لعبادة متطرفة تُدعى فجر الأسطورة تسعى لفتح بوابات تؤدي إلى عالم شيطاني يُعرف باسم أوبليفيون.
تواصل اللعبة تقاليد السلسلة في تقديم عالم مفتوح، حيث يُسمح للاعب بالتجول بحرية في أي مكان وفي أي وقت، مع إمكانية تجاهل أو تأجيل القصة الرئيسية إلى أجل غير مسمى. من الأهداف المستمرة للاعبين هو تطوير مهارات الشخصية، وهي تمثيلات رقمية لقدرات معينة. في بداية اللعبة، يختار اللاعب سبع مهارات رئيسية، بينما تُعد المهارات الباقية مهارات ثانوية.
بدأ تطوير اللعبة عام 2002 مباشرة بعد إطلاق "موروويند"، مع تركيز أكبر على تسلسل الأحداث وسرد القصة مقارنةً بالأجزاء السابقة. استخدمت بيثيسدا محرك فيزيائي مطوّر Havok، بالإضافة إلى تقنيات إضاءة ديناميكية عالية، وأدوات توليد محتوى إجرائي مكّنت المطورين من إنشاء تضاريس مفصلة بسرعة، ونظام ذكاء اصطناعي متقدّم يُعرف بـ Radiant AI سمح للشخصيات غير القابلة للعب (NPCs) باتخاذ قرارات وسلوكيات أكثر تعقيدًا من السابق. تتميّز اللعبة أيضًا بكون جميع شخصياتها ناطقة بالكامل، في سابقة هي الأولى في السلسلة، مع موسيقى تصويرية من تأليف جيريمي سول.
عند إطلاقها، حققت أوبليفيون نجاحًا نقديًا وتجاريًا كبيرًا، وفازت بعدد من الجوائز، أبرزها لعبة العام 2006. نالت إشادة بفضل رسوماتها المتقدّمة، وعالمها الواسع، والشخصيات غير القابلة للعب التي تتبع جداول زمنية يومية دقيقة. تُعد واحدة من أعظم ألعاب الفيديو في التاريخ.
بعد إصدار محتويات إضافية صغيرة، أطلقت بيثيسدا حزمتين توسعيتين للعبة: فرسان التسعة وجزر الارتعاش، وجُمعتا في إصدار لعبة العام عام 2007، ثم أُعيد إصدار اللعبة في نسخة الذكرى الخامسة عام 2011. تبعتها لاحقًا لعبة ذا إلدر سكرولز V: سكايرم في 2011، وتم إصدار نسخة مُعاد تحسينها (ريماستر) من أوبليفيون في أبريل 2025.

## طريقة اللعب
أبليفيان هي لعبة تقمص أدوار (RPG) تتضمن طريقة لعب عالم مفتوح. يمكن للاعب متابعة المهام الجانبيَّة والتفاعُل مع الشخصيَّات غير القابلة للّعب وإرسال الوحوش وتطوير شخصيتهم والسفر إلى أي مكان في مقاطعة سايروديل في أي وقت أثناء لعب اللعبة (بشرط ألا تكون المناطق مخصّصة للمهمة ولا يمكن الوصول إليها بأي طريقة أخرى عند عدم البحث). اللعبة لا تنتهي أبدًا، ويمكن للاعب الاستمرار في اللعب بعد إكمال المهمة الرئيسيَّة. تتضمن طريقة اللعب نظام «السفر السريع»، حيث يظّهر رمز على خريطة العالم للعبة في كل مرة يزور فيها اللاعب موقعًا جديدًا. يُستثنى من ذلك المدن الرئيسيَّة في عالم اللعبة والتي تم فتحها بالفعل للسفر السريع من بداية اللعبة. يمكن للاعب الوصول إلى الموقع المطلوب على الفور عن طريق تحديد الرمز الموجود على الخريطة.
تطوير الشخصيَّة هو عنصر أساسي في أبليفيان. في بداية اللعبة، يختار اللاعبون واحدًا من العديد من السلالات البشريَّة أو التجّسيم، ولكل منها قدرات طبيعيَّة مختلفة، ويقومون بتخصيص مظهر شخصيتهم. الهدف الدائم للاعبين هو تحّسين مهارات شخصيتهم، وهي تمثيلات رقمية لقدراتهم في مناطق معينة. يتم اختيار سبع مهارات في وقت مبكر من اللعبة كمهارات رئيسيَّة، مع اعتبار الباقي مهارات ثانوية. يرتقي اللاعبون في كل مرة يقومون فيها بتحسين مهاراتهم الرئيسيَّة بمجموع عشر نقاط؛ هذا يوفر الفرصة لتحسين سماتهم. السّمات هي صفات شخصية أكثر اتساعًا، مثل «السرعة» و «التحمل»، بينما تكون المهارات أكثر تحديدًا، مثل «صانع الأسلحة» أو «ألعاب القوى». الآلام مثل المرض والسم يمكن أن تقلل من صفات اللاعب. عندما يصل اللاعبون إلى 25 أو 50 أو 75 أو 100 نقطة في مهارة واحدة، فإنهم يفتحون قدرات جديدة متعلقة بالمهارة.
تندرج مهارات اللعبة البالغ عددها 21 مهارة بالتساوي ضمن فئات القتال، والسحر، والتخفي، والعديد من المهارات تكمل أكثر من منطقة واحد. تُستخدم المهارات القتاليَّة أساسًا للمعركة وتتضمن الدروع والأسلحة الثقيلة مثل الشفرات والفؤوس والصولجان والمطارق. تعتمد المهارات السحريَّة على استخدام التعاويذ لتغيّير العالم المادي، والتأثير على عقول الآخرين، وإيذاء الأعداء وإضعافهم، واستدعاء الوحوش للمساعدة في القتال، وتضميد الجروح. . تتيح مهارات التخفي للاعب كسر الأقّفال، والمساومة على البضائع، واستخدام الكلام للتلاعب بالناس، وتطبيق المُكر في القتال (من خلال استخدام القوس أو بهجوم التسلل). التعاويذ والأسلحة والأدوات الأخرى التي يحتاجها اللاعب لتوظيف هذه المهارات وتعزيزها، مثل المقابض، يمكن شراؤها في المتاجر، أو سرقتها من الشخصيات غير القابلة للعب، أو العثور عليها كنهب على أجساد الأعداء أو في الأبراج المحصنة.
يمكن لعب أبليفيان إما بطريقة منظور شخص أول أو نظام الكاميرا الافتراضية،  باستثناء إصدار الهاتف المحمول، حيث لا يمكن لعب اللعبة إلا بإسقاط متساوي القياس. يمكن للاعب تغيّير مستوى الصعوبة في أي وقت، وبالتالي إضعاف الخصوم وزيادة فرصة نجاح إجراءات معينة. تُوضح الشاشة باستمرار شاشة عرض، والتي توفر معلومات حول صحة الشخصيَّة، وماجيكا، والتعب، وكل ذلك يمكن زيادته عن طريق رفع المستوى.
يمكن استعادة الصِحة عن طريق التّعاويذ أو الجُرعات أو الراحة؛ فقدان كل الصحة يؤدي إلى الموت. تُمكّن ماجيكا وتنضب من استخدام التعاويذ؛ يتم تجديده بشكل طبيعي بمرور الوقت، ولكن يمكن استعادته بشكل مشابه للصحة. يؤثر الإرهاق على فاعلية الشخصيَّة في القتال والكفاءة العامة، ويمكن تخفيفه بالراحة والجرعات والتعاويذ.
يوجد في جميع أنحاء العالم مجموعة مُتنوعة من الأعداء، بما في ذلك الوحوش الخياليَّة القياسيَّة مثل العفاريت والغوبلن، والحيوانات مثل الدببة والذئاب. يصبح الأعداء أقوى والأسلحة والدروع أكثر فاعلية كلما ارتفع مستوى اللاعب. تم دمج ميكانيكي اللعبة لضبط المستوى للحفاظ على جانب ثابت ومتوسط من الصعوبة. ومع ذلك، فقد تلقى مقياس ضبط المستوى جنبًا إلى جنب مع نظام المستوى انتقادات، لأنه من المحتمل أن يؤدي إلى عدم توازن اللعبة؛ يمكن للشخصيات ذات المهارات الرئيسية التي تزداد بشكل لا إرادي أو تلقائي، مثل ألعاب القوى أو الدروع، أن تجد مستواها سريع جدًا، مما يجعل الأعداء أصعب نسبيًا مما هو مقصود.
تمَّ تعيّين أبليفان بعد ست سنوات من أحداث ذا إلدر سكرولز 3: مورويند، خلال العصر الثالث - على الرغم من أنها ليست تكملة مباشرة لها أو أي لعبة أخرى. تدور أحداث اللعبة في سايروديل - إحدى مقاطعات تمريل، القارة التي أقيمت فيها جميع الألعاب في السلسلة حتى الآن.
تبدأ القصة بسجن اللاعب في زنزانة بسبب جريمة مجهولة. وصل الإمبراطور أوريل سيبتيم السابع، برفقة حًراس إمبراطوريين معروفين باسم ذا بليدز «الشفرات»، إلى السجن هاربًا من القتلة الذين قتلوا أبناء الإمبراطور الثلاثة ويستهدفونه الآن. يكشف الإمبراطور وذا بليدز أن زنزانة اللاعب تحتوي على مدخل سري لجزء من مجاري المدينة يعمل كمسار للهروب. بعد عفواً من الإمبراطور، يتتبع اللاعب المجموعة في المجاري، حيث يتعرضون لهجوم من قبل القتلة. قُتل كابتن ذا بليدز أثناء القتال الذي أعقب ذلك. مع العلم أنه مُقدر له الموت على أيدي القتلة، أوريل سيبتيم يعهد للاعب بتميمة الملوك، التي يرتديها أباطرة سبتيم في تمريل، ويأمر اللاعب بأخذها إلى رجل يدعى جوفري، القائد الكبير لذا بليدز، في وينون بريوري. بعد ذلك مباشرة، قَتل أحد القتلة الإمبراطور. يهرب اللاعب من المجاري ويتجه إلى عالم سايروديل المفتوح.
أدّى عدم وجود وريث لأورييل سيبتيم إلى كسر العهد القديم - الحاجز أمام النسيان: عالم خطير في بُعد آخر. تُفتح بوابات متعددة إلى أبليفيان، ويبدأ غزو تمريل بواسطة مخلوقات سحرية تُعرف باسم ديدرا، مما يؤدي إلى قتل وتدمير أي شيء في طريقهم. يخبر جوفري اللاعب أن الطريقة الوحيدة لإغلاق البوابات بشكل دائم هي العُثور على شخص من السلالة الملكيَّة لاستعادة العرش وإعادة إشعال حرائق التنين - مع تميمة الملوك - في المدينة الإمبراطوريَّة. ومع ذلك، هناك ابن غير شرعي يدعى مارتن، وهو كاهن في مدينة كفاتش. عند وصوله إلى كفاتش، وجد اللاعب أن ديدرا قد دمر المدينة وبقي عدد قليل جدًا من الناجين. بوابة النّسيان الضخمة تسد المدخل الرئيسيّ للمدينة، ويجب على اللاعب أن يُغامر عبر البوابة إلى الأراضي الميتة (Deadlands) - إحدى طائرات أبليفيان - لإغلاقها من الداخل والسماح بالوصول إلى المدينة. بعد إغلاق البوابة، يدخل اللاعب كفاتش ويستعيدها من ديدرا بمساعدة الحُراس الناجين. نجا مارتن، وأقنعه اللاعب بالقدوم إلى وينون بريوري.
يعود اللاعب، المعروف الآن باسم بطل كفاتش، إلى وينيون برايوري مع مارتن، ليجد أنه قد تعرض لهجوم من قبل القَتلة وأن تميمة الملوك قد سُرقت. يُرافق اللاعب جوفر ومارتن إلى كلاود رولر تيمبل، معقل ذا بليدز. هناك، يُعرف مارتن بأنه الإمبراطور ويتم منحه قيادة ذا بليدز. يتم إدخال اللاعب اختياريًا في صفوفه وينطلق بحثًا عن التميمة. بعد جمع المعلومات، يتعلّم اللاعب أن المجموعة المسؤولة عن اغتيال أوريل سيبتيم وسرقة التميمة هي الفجر الأسطوريّ، وهي طائفة مخصّصة لعبادة مهرونز داجون، أمير التدمير. تعتقد الطائفة أن داجون هو الخالق الحقيقي للعالم وتتمنى له «تطهيره» من كل الشوائب. كان قَتل الإمبراطور وبالتالي إزالة الحواجز أمام بوابة النسّيان هو الخطوة الأولى في تحّقيق هذه الفكرة. يُحاول اللاعب التسلّل إلى مكان الاجتماع السري للعبادة على أمل استرداد التميمة. عندما يفعل اللاعب ذلك، يهرب زعيم الطائفة، مانكار كاموران، عبر البوابة، حاملاً التميمة معه. يأخذ اللاعب الكتاب الذي فتح البوابة لمارتن، الذي يستنتج طريقة لإعادة فتح البوابة. يبحث اللاعب عن ثلاث قطع أثرية أساسية ضرورية لإعادة إنشاء البوابة: قطعة أثرية لـ ديدريك، وذا بلُد أوف ذا ديفاينس (في هذه الحالة، يعمل درع أول إمبراطور سبتمي كبديل)، وحجر ويلكيند العظيم. مع استرداد الثلاثة جميعًا، يكشف مارتن عن الحاجة إلى المكون النهائي: حجر سيجيل العظيم من داخل البوابة الكبرى المشابهة لتلك التي دمرت كفاتش. قرر مارتن وجوفر السماح بتعُرض مدينة بروما للهجوم من قِبل ديدرا حتى يتم فتح البوابة الكبرى. بمجرد أن يتم ذلك، يحصل اللاعب على الحجر ويغلق البوابة، وينقذ أيضًا بروما.
يتم إنشاء بوابة في كلاود رولر تيمبل، ويتم إرسال اللاعب إلى عالم الفردوس الذي تم إنشاؤه بواسطة مانكار كومران. بعد تجاوز ديدرا، أعضاء وعقبات الفجر الأسطوريّ (Mythic Dawn)، يواجه اللاعب كاموران ويقتله. يُعيد اللاعب تميمة الملوك إلى مارتن، ثم يسافرون بعد ذلك إلى المدينة الإمبراطوريَّة مع ذا بليدز لإعادة إشعال نيران التنين وإنهاء غزو ديدريك. وجدوا المدينة تحت هجوم من قبل ديدرا وتجسيد هائل لمهرونز داجون نفسه. يشق اللاعب ومارتن طريقهما إلى معبد الواحد. هناك، يأسف مارتن لأنهم لا حول لهم ولا قوة أمام الصورة الرمزية لداغون ويوضح أنهم لا يمكنهم هزيمته إلا بطريقة واحدة. يودع اللاعب ويحطم تميمة الملوك، ودمج نفسه مع روح أكاتوش، إله الزمن، ليصبح بذلك الصورة الرمزية لأكاتوش. بعد معركة، ألقى أكاتوش داجون مرة أخرى في النسيان وأطلق هديرًا عظيمًا قبل أن يتحول إلى حجر. مارتن، الذي استهلكت التميمة روحه، يدخل الحياة الآخرة لينضم إلى أسلافه. في مونولوج توارد خواطر للاعب، ألقى ضوءًا متفائلًا، موضحًا أنه بينما يتم تدمير تميمة الملوك والعرش فارغًا مرة أخرى، فإن أبواب النسيان مغلقة الآن إلى الأبد، ومستقبل تامريل الآن بين يدي اللاعب. يتقدم المستشار الأعلى للإمبراطورية بخالص الشكر للاعب على خدمتهم أثناء الأزمة ويعلنهم على أنهم البطل السابع لـ سايروديل.

## التطوير
تمَّ تطّوير اللعبة بواسطة شركة البرمجيات الأمريكيَّة بيثيسدا سوفت ووركس. أشرف كين رولستون، الذي كان مصمم مورويند الرئيسي، على فريق التطوير. تمَّ نشر إصدارات الكمبيوتر الشخصي وإكس بوكس 360 من قبل تو كيه غيمز و بيثيسدا. بدأ العمل على النسيان بعد فترة وجيزة من إطلاق سراح مورويند في عام 2002. بحلول منتصف سبتمبر 2004، تم الإعلان رسميًا عن اللعبة وكشف عنوانه.
أثناء تطوير اللعبة، ركزت بيثيسدا على إنشاء نظام يحتوي على قصة أكثر واقعيَّة وشخصيَّات قابلة للتصديق وأسئلة ذات مغزى مما كان عليه في الماضي. بالمقارنة مع العناوين السابقة في السلسلة، تتميز اللعبة بذكاء اصطناعي محسّن بفضل استخدام برنامج Radiant AI الخاص بيثيسدا، والفيزياء المحسّنة التي يسهلها محرك الفيزياء هافوك. تستفيد الرسومات من إجراءات الإضاءة والتظليل المتقدمة مثل عرض النِطاق الديناميكيّ العالي (HDR) ورسم الخرائط المرآوية. . قامت بيثيسدا بتطوير وتنفيذ أدوات إنشاء المحتوى الإجرائي في بناء تضاريس أبليفيان، مما أدى إلى الإسراع في إنشاء مناظر طبيعية أكثر تعقيدًا وواقعية مما كانت عليه في العناوين السابقة.
أثناء تصميم المناظر الطبيعيَّة والهندسة المعماريَّة لشركة أبليفيان، عمل المطورون من صور السفر الشخصيَّة، وكتب الطبيعة، والصور النسيجيَّة، والصور المرجعيَّة. سمحت أدوات إنشاء المحتوى الإجرائي المستخدمة في الإنتاج بإنشاء بيئات واقعية بمعدلات أسرع بكثير مما كان عليه الحال مع مورويند. سمحت خوارزميات إروجن Erosion algorithms المُدمجة في أدوات إنشاء المناظر الطبيعيَّة بإنشاء تضاريس وعرة بسرعة وسهولة، لتحل محل تضاريس مورويند المصطنعة.
مسافة رؤية في اللعبة أكبر بكثير من سابقتها، مما يوسع نطاق رؤية اللاعب إلى الأفق ويعطي مناظر للمدن البعيدة وسلاسل الجبال. وفقًا لبيان صحفي لشركة مايكروسوفت، تبلغ مساحة عالم لعبة أبليفيان حوالي 16 ميلًا مربعًا (41 كيلومترًا مربعًا). تمت إضافة المهام البريَّة والآثار والأبراج المُحصنة لملء الفضاء الفائض. المُحتوى في الأبراج المحصنة أكثر كثافة مما هو عليه في الأبراج المُحصنة في مورويند، مع زيادة تواتر مواجهات المخلوقات، والشخصيات غير القابلة للعب المتعلقة بالمهمة، والألغاز. ومع ذلك، لا يتطابق السكان الممثلون في أبليفيان مع «الآلاف والآلاف» الموصوفة في الأدبيات السابقة في اللعبة. قرر فريق التطوير تعيّين مجموعات الشخصيّات غير القابلة للعب على مستوى يلعب بشكل جيد، بدلاً من مستوى يتطابق مع تقاليد اللعبة، لأن وجود عدد كبير من الشخصيات غير القابلة للعب على الشاشة كان سيؤدي إلى إبطاء اللعبة. رداً على الانتقادات القائلة بأن سلوك NPC كان شديد التبّسيط في مورويند، طورت بيثيسدا نظام الذكاء الاصطناعي المشع للنسيان. تم تصميم NPCs للقيام بالاختيارات، بدلاً من إجراءات روتينيَّة كاملة، لتحقيق أهداف محددة مسبقًا. تعتمد الطريقة التي تتحقق بها الأهداف مثل الأكل والنوم والقراءة والتحدث إلى الآخرين على البيئة، وخيارات الشخصيات الأخرى غير القابلة للعب، وقيم الشخصيَّة المُبرمجة. على سبيل المثال، قد تلجأ الشخصيَّات غير القابلة للعب التي تهدف إلى العثور على الطعام في النهاية إلى السرقة من الآخرين، إذا أتيحت لهم الفرصة وإذا كانت في شخصيتهم. مكنت آليات التطوير هذه بيثيسدا من إنشاء شخصيات غير قابلة للعب يمكنها الانخراط في أنشطة معقدة.

## الصوتيات
تتميز لعبة أبليفيان بأصوات باتريك ستيوارت وليندا كارتر وشون بين وتيرينس ستامب ورالف كوشام وويس جونسون، مع اكتساب المشاهير وإنتاج الصوت بواسطة بلايند لايت. تلقى التمثيل الصوتي آراء متباينة في صحافة الألعاب. في حين أن العديد من المنشورات أشادت به على أنه ممتاز،  وجد آخرون خطأ في تكراره. وقد تم إلقاء اللوم في هذه القضية على قلة عدد الممثلين الصوتيين ولطافة الحوار نفسه. وجد المصمم الرئيسي كين رولستون أن الخطة للتعبير عن اللعبة بشكل كامل «أقل مرونة، وأقل ملاءمة لإسقاط المستخدم لهجته الخاصة، وأكثر تقييدًا للتفرع، والمزيد من المتاعب للإنتاج وعقارات القرص» من حوار مورويند المسجل جزئيًا. خفف رولستون من انتقاداته باقتراح أن التمثيل الصوتي «يمكن أن يكون أداة معبرة قوية» ويمكن أن يساهم بشكل كبير في سحر وأجواء اللعبة. قال «أنا أفضل حوار مورويند المسجل جزئيًا، لأسباب عديدة. لكن قيل لي إن الحوار الذي يتم التعبير عنه بالكامل هو ما يريده الأطفال».

تتألف نتيجة أبليفيان من الدعامة الأساسية للمسلسل، جيرمي سولي، مؤلف ألعاب الفيديو الذي أكّسبته درجاته السابقة جائزة الأكاديميَّة البريطانيَّة لفنون السينما والتلفزيون (BAFTA) في «فئة موسيقى الألعاب» وترشيحين لأكاديمية الفنون والعلوم التفاعلية (AIAS) عن «التأليف الموسيقيّ الأصليّ». تم إصدار الموسيقى التصويريَّة الرسمية لـ أبليفيان، والتي تضم 26 مسارًا تمتد على 58 دقيقة، في مارس 2006، عبر الموزع الرقمي لشركة سولي دايركت سونغ الملحميَّة المذهلة لسلسلة ذا إيلدر سكرولز «هي متوافقة بشكل خاص مع النمط الأوركسترالي الكبير للموسيقى التي أستمتع بتأليفها». كما هو الحال في مؤلفاته لـ مورويند، اختار سولي إنشاء درجة ناعمة ومحدودة حتى لا تبلى آذان المستخدمين. صرح سولي أنه أثناء تأليف الموسيقى، لم يتخيل أي شخصيَّات أو أحداث محددة؛ بل أراد «التعليق على حالة الإنسان وجمال الحياة». في مقابلة عام 2006، ذكر أن هذه الرغبة جاءت نتيجة حادث سيارة وقع أثناء تكوينه للنتيجة. قال: «انتهى بي الأمر بالتدحرج في سيارتي عدة مرات على طريق سريع أثناء الطيران متهورًا في اتجاه حركة المرور القادمة ... يجب أن أقول وداعا لكل ذلك في غضون ثوان». تعرض سولي لإصابات طفيفة فقط، لكنه علق بأن إحساسه أثناء الحادث - «أن الحياة ثمينة حقًا» - ظل معه طوال بقية التكوين.
| 1.  | "عهد سبتمس"            | 1:51 |
| 2.  | "عبر الوديان"          | 4:19 |
| 3.  | "ناقوس الموت"          | 1:10 |
| 4.  | "حصاد الفجر"           | 2:51 |
| 5.  | "ريح من الأعماق"       | 1:42 |
| 6.  | "كينج آند كانتري"      | 4:05 |
| 7.  | "سقوط المطرقة"         | 1:16 |
| 8.  | "اجنحة كيناريث"        | 3:30 |
| 9.  | "كل شيء على ما يرام"   | 2:26 |
| 10. | "التوتر"               | 2:32 |
| 11. | "مسيرة اللصوص"         | 2:08 |
| 12. | "سهولة الحارس"         | 2:05 |
| 13. | "مجد سايروديل"         | 2:28 |
| 14. | "الدفاع عن البوابة"    | 1:21 |
| 15. | "شفرات دموية"          | 1:14 |
| 16. | "رثاء المنشد"          | 4:42 |
| 17. | "الحزن القديم"         | 1:05 |
| 18. | "صعود أوريل"           | 3:05 |
| 19. | "ديدرا في رحلة"        | 1:02 |
| 20. | "حجر غير مميز"         | 1:02 |
| 21. | "إراقة الدماء"         | 1:07 |
| 22. | "شروق الشمس من الفلوت" | 2:56 |
| 23. | "انتقام تشورل"         | 1:08 |
| 24. | "المياه العميقة"       | 1:11 |
| 25. | "الغسق في السوق"       | 2:11 |
| 26. | "سلام أكاتوش"          | 4:11 |

## التسويق والإطلاق
حدث الظهور العام لـ أبليفيان في 18 مايو 2005، في معرض الترفيه الإلكتروني (E3) في لوس أنجلوس. تم الانتهاء إلى حد كبير من النسخة المعروضة في إي 3؛ كان معظم المحتوى موجودًا بالفعل في اللعبة، ويفتقر فقط إلى الصقل الذي ستجلبه الأشهر الأخيرة من التطوير.] أعجب معظم المشاهدين بعرض أبليفيان، وفازت اللعبة بعدد من الجوائز «الأفضل» من مجموعة متنوعة من صحفيي الألعاب: غيم سباي «آر بي جي غيم أوف شو»،  غيم سبوت «أفضل لعبة تقمص الأدوار»،  IGN's «بيست بي سي آر بي جي»  آر بي جي فان «اللعبة الشاملة إي 3 2005»، والأكثر شهرة، «أفضل لعبة لعب الأدوار» في جوائز إي 3 غيم كريتيك 2005. تم عرض بناء شبه نهائي من أبليفيان في خيمة الصحافة لمعرض إلكترونيات المستهلك التابع لمايكروسوفت في يناير 2006، حيث عرض التصميمات الخارجية للعبة. في الأشهر التي سبقت الإصدار، ارتفعت التوقعات بشأن اللعبة، حيث وصف النقاد النسيان بأنها «أول لعبة من الجيل التالي» مما زاد الانتباه فقط. قال بيت هاينز، نائب رئيس العلاقات العامة والتسويق في بيثيسدا: «كان الناس يتوقعون من اللعبة علاج العمى وشفاء المرضى».
تهدف تو كي جيمز إلى إصدارها في أواخر عام 2005 بحيث يمكن أن تكون اللعبة بمثابة إطلاق إكس بوكس 360. كان تاريخ الإصدار الرسمي لأجهزة الكمبيوتر الشخصية وإصدارات إكس بوكس 360 في 22 نوفمبر 2005، لكن التأخيرات في التطوير دفعها إلى 20 مارس 2006. تم إصدار نسخة للهاتف المحمول من اللعبة، تم تطويرها بواسطة سوبر سكيب ونشرتها فير تو إل ستوديو، في 2 مايو 2006. تم إصدار نسخة بلاي ستيشن 3 من اللعبة (التي تديرها فور جيه ستوديوز) في 20 مارس 2007 في أمريكا الشمالية  وفي 27 أبريل 2007 في أوروبا. يتضمن هذا الإصدار تحّسينات رسومية تم إجراؤها منذ إصدار الكمبيوتر الشخصي وإصدار إكس بوكس 360، وتم الإشادة به لاحقًا لجاذبيته المرئية المحسنة. كان إصدار بلاي ستيشن بورتبل من اللعبة قيد التطوير أيضًا قبل إلغائه.
في 2007 إي 3، تم الإعلان عن إصدار غيم أوف ذايير لاجل أبليفيان. في أمريكا الشماليَّة وأوروبا، تم إصدار اللعبة في سبتمبر 2007 لأجهزة إكس بوكس 360 والكمبيوتر الشخصي،  وفي أكتوبر 2007 لجهاز بلاي ستيشن 3؛  في أستراليا، تم إصدارها في سبتمبر 2007، لـ إكس بوكس 360 والكمبيوتر الشخصيّ، وفي ديسمبر 2007 لجهاز بلاي ستيشن 3. تم إصداره أيضًا على ستيم في 16 يونيو 2009. تم الإعلان عن إصدار الذكرى الخامسة من أبليفيان وإصداره في أمريكا الشماليَّة في يوليو 2011 وفي أوروبا بعد شهرين. تم الإعلان عن إصدار إكس بوكس 360 من فول أوت 3 وأبليفيان دبل باك في أمريكا الشماليَّة في 3 أبريل؛ ومع ذلك، لم يتم ذكر ما إذا كانت الألعاب المجمعة تتضمن أي محتوى قابل للتنزيل تم إصداره لأي من اللعبة.

## تغيير التصنيف
في 3 مايو 2006، قام مجلس تصنيف البرامج الترفيهيَّة (ESRB) في أمريكا الشمالية بتغيير تصنيف أبليفيان من T (Teen 13+) إلى M (ناضج 17+)، مشيرًا إلى محتوى اللعبة الذي لم يتم النظر فيه في مراجعة ESRB، أي «التواجد في إصدار الكمبيوتر الشخصي للعبة ملف فني مغلق، إذا تم الوصول إليه باستخدام أداة طرف ثالث غير مصرح بها على ما يبدو، فإنه يسمح للمستخدم بلعب اللعبة بإصدارات عاريات من الشخصيات النسائية». رداً على المحتوى الجديد، أجرى ESRB مراجعة لـ أبليفيان، وأظهر للمراجعين المحتوى الذي قدمته في الأصل بيثيسدا مع المحتوى الذي تم الكشف عنه حديثًا. ذكرت ESRB أن بيثيسدا سوفت ووركس ستقوم على الفور بإخطار جميع تجار التجزئة بالتغيير، وإصدار ملصقات لتجار التجزئة والموزعين للتثبيت على المنتج، وعرض التصنيف الجديد في جميع شحنات المنتجات التالية والتسويق، وإنشاء رقعة قابلة للتنزيل تجعل الجلد عاري الصدر غير قابل للوصول. امتثلت بيثيسدا للطلب لكنها اختلفت مع منطق ESRB. بدأ بعض تجار التجزئة في التحقق من الهويَّة قبل بيع أبليفيان نتيجة لذلك،  واستخدم أحد أعضاء الجمعية في كاليفورنيا الحدث لانتقاد عدم كفاءة ESRB.

## محتوي إضافي
ابتداءً من أبريل 2006، أصدرت بيثيسدا حزمًا صغيرة من المحتوى الإضافي القابل للتنزيل دي سي إل (دي سي إل) للعبة من موقع الويب الخاص بهم وعبر إكس بوكس لآيف ماركت بليس. التحديث الأول جاء كمجموعة من الدروع المتخصّصة لخيول أبليفيان القابلة للركوب. صدر في 3 أبريل/ نيسان 2006. على الرغم من أن اللاعبين أظهروا حماسهم بشكل عام لمفهوم المدفوعات المصغرة للمحتوى القابل للتنزيل داخل اللعبة،  أعرب الكثيرون عن عدم رضاهم عن السعر الذي يتعين عليهم دفعه مقابل حزمة درع الحصان الصغيرة نسبيًا على الإنترنت وأماكن أخرى. وأكد هاينز للصحافة أن بيثيسدا لن ترد بتهور على انتقادات العملاء. استمرت الإصدارات الجديدة في أواخر عام 2006، بأسعار منخفضة مع محتوى أكثر جوهرية، مما أدى إلى استقبال أفضل في صحافة الألعاب. تتضمن حزم دي سي إل الصغيرة الأخرى مجموعة من المنازل تحت عنوان فصائل اللعبة، وزنزانة جديدة، ونوبات جديدة كانت غائبة في الإصدار الأولي. تم إصدار حزمة محتوى أوبليفان النهائية في 15 أكتوبر 2007.
مخطوطات الشيخ الرابع: فرسان التسعة هو توسع رسمي لـ أبليفيان صدر في 21 نوفمبر 2006. قابل للتنزيل من سوق إكس بوكس لآيف لجهاز إكس بوكس 360 ومتاح للبيع بالتجزئة لمستخدمي أجهزة الكمبيوتر،  تم تضمين محتوى التوسيع في الإصدار الأصلي من إصدار بلاي ستيشن 3. تم تطوير التوسيع ونشره وإصداره بواسطة بيثيسدا سوفت ووركس. تركز حبكة فرسان التسعة على صعود الملك الساحر عمريل وسعي اللاعب لهزيمته بمساعدة ذخائر الصليبي المفقود. على الرغم من أنه لم يحدث تغييرًا طفيفًا في الآليات الأساسية للعبة أوبليفان، فقد حكم عليه المراجعون بأنه إضافة مختصرة ولكنها مصقولة إلى حبكة اللعبة الرئيسية.
تم إصدار مخطوطات الشيخ الرابع: الجزر المرتعشة  في 27 مارس 2007، لـ ويندوز وإكس بوكس 360، و 8 ديسمبر 2007، لـ بلاي ستيشن 3. يوفر التوسع أكثر من 30 ساعة من المغامرات الجديدة، ويتميز بمهام جديدة، التمثيل الصوتي، والوحوش، والتعاويذ، والدروع، واللعب الحر الموسع. إنها تتميز بأرض جديدة «يمكن [للاعبين] مشاهدة التغيير وفقًا لقراراتهم الحيوية في الحياة أو الموت». تحدث الجزر المرتعشة في عالم الجنون الذي يحكمه الأمير ديدريك شيوغورات. تم تكليف اللاعب من قبل شيوغورات بإنقاذ العالم من كارثة قريبة تُعرف باسم غري مارش.

## الاستقبال
| استقبال |                                        |
| --- | -------------------------------------- |
| الدرجات الإجمالية المجموع نقاط غيم رانكينغز 93.85% (X360) [ 112 ] 92.98% (PS3) [ 113 ] 93.29% (PC) [ 114 ] ميتاكريتيك 94/100 (X360) [ 115 ] 93/100 (PS3) [ 116 ] 94/100 (PC) [ 117 ] نتائج المراجعة نشرة نقاط 1أب.كوم A [ 118 ] [ 119 ] [ 120 ] أول غيم [ 121 ] فاميتسو 38/40 (X360) [ 122 ] غيم سبوت 9.6/10 (X360) [ 123 ] 9.5/10 (PS3) [ 124 ] 9.3/10 (PC) [ 125 ] غيم سباي [ 126 ] [ 127 ] [ 128 ] آي جي إن 9.3/10 (X360) [ 129 ] 9.2/10 (PS3) [ 130 ] 9.3/10 (PC) [ 131 ] مجلة إكس بوكس الرسمية (الولايات المتحدة) 9.5/10 (X360) [ 132 ] بي سي غيمر (الولايات المتحدة) 95/100 (PC) [ 133 ] |                                        |
| الدرجات الإجمالية |                                        |
| المجموع | نقاط                                   |
| غيم رانكينغز | 93.85% (X360) 92.98% (PS3) 93.29% (PC) |
| ميتاكريتيك | 94/100 (X360) 93/100 (PS3) 94/100 (PC) |
| نتائج المراجعة |                                        |
| نشرة | نقاط                                   |
| 1أب.كوم | A                                      |
| أول غيم | [ 121 ]                                |
| فاميتسو | 38/40 (X360)                           |
| غيم سبوت | 9.6/10 (X360) 9.5/10 (PS3) 9.3/10 (PC) |
| غيم سباي | [ 126 ] [ 127 ] [ 128 ]                |
| آي جي إن | 9.3/10 (X360) 9.2/10 (PS3) 9.3/10 (PC) |
| مجلة إكس بوكس الرسمية (الولايات المتحدة) | 9.5/10 (X360)                          |
| بي سي غيمر (الولايات المتحدة) | 95/100 (PC)                            |

تلقت أبليفيان استحسانًا عالميًا من النقاد، وأصبح نجاحًا تجاريًا. شحنت اللعبة 1.7 مليون نسخة بحلول 10 أبريل 2006،  باعت أكثر من 3 ملايين نسخة بحلول يناير 2007 ، وأكثر من 3.5 مليون نسخة بحلول نوفمبر 2011. تقدر شركة إلكترونيك إنترتينمنت للتصميم والأبحاث، وهي شركة أبحاث تسويقية، أن اللعبة باعت 9.5 مليون نسخة حول العالم. أشاد المراجعون باللعبة لرسوماتها الرائعة وعالمها الواسع والشخصيات غير القابلة للعب التي تعتمد على الجدول الزمني. صرح كريستان ريد، محرر يوروغيمر، أن اللعبة «توحد بنجاح بعضًا من أفضل عناصر ألعاب تقمص الأدوار، وألعاب المغامرة والحركة، وتدمجها في مجموعة متكاملة وغامرة بلا هوادة». كتب جريج كاسافين من غيم سبوت أنه بالمقارنة مع مورويد، التي كانت واحدة من أفضل ألعاب لعب الأدوار التي رآها منذ سنوات، «النسيان أفضل بكثير، لدرجة أنه حتى أولئك الذين لا يهتمون عادة بدور- يجب أن تجد صعوبة في مقاومة الانجراف في هذا العالم الكبير الجميل المصمم بدقة». صرّح جايسون دابريل من إكس بلاي أن «جميع الألعاب في هذه السلسلة عُرفت باتساعها الكبير وحرية الاختيار، لكن إيلدر سكرول 4 يأخذ هذا المفهوم ويعمل معه».
لاحظ محررو غيم تي إم أن اللعبة «غارقة بشكل كبير في تقاليد أر بي جي، ومع ذلك، فإن جاذبيتها تمتد إلى ما هو أبعد من التركيبة السكانية لـ أر بي جي بفضل سهولة اللعب، والطموح اللامحدود والاهتمام المركز بالتفاصيل». سكوت توبياس من A.V. كتب كلوب أن اللعبة «تستحق اللعب من أجل الإحساس بالاكتشاف - فكل بيئة تبدو مختلفة عن السابقة وتتطلب رد فعل دقيقًا - تجعل الإجراء إدمانيًا». علق موظفو غيم زون على كيف يمكن للمرء قضاء الكثير من وقت اللعب من خلال تحسين مستوى شخصيته، والقيام بمهام مختلفة، وتخصيص الشخصيَّة قبل حتى بدء المهمة الرئيسيَّة. أشار دوك فيرز من غيم ريفولشن إلى أن «الأصوات تتكرر من حين لآخر» لكنه أعجب أن المطورين تمكنوا من إدخال الكثير من الحوارات الصوتية في اللعبة، حيث يكون معظمها «عملًا عالي الجودة». أشاد محرر أي جي إن ، تشارلز أونييت، بقص اللعبة و«سهولة التنقل في القوائم».
على الرغم من الثناء، انتقد باتريك جوينت من موقع 1أب.كوم المحادثات بين الشخصيات غير القابلة للعب داخل اللعبة واللاعب: «عندما يستقبلك أحد الشخصيات غير القابلة للعب بقطعة حوار مخصصة (مثل تحذير حارس) ثم يعود إلى الخيارات القياسية (مثل توجيهات الحارس المبهجة بعد هذا التحذير مباشرة) إنها مزعجة أكثر من الحوار المعلب في حد ذاته». انتقد جاستن سبير من غيم سباي «تعثر التحميل المعطل أثناء التنقل عبر عالم اللعبة» وأوقات التحميل الطويلة. لاحظ سبير العديد من الأخطاء المتنوعة، مثل الأجسام العائمة غير المقصودة وتزامن الشفاه والكلام غير المتزامنين. انتقد اونييت من أي جي إن الانفصال بين الأعداء التي تصاعدت وفقًا لمستوى اللاعب وليس قدراتهم القتالية أو حلفاء إن بي سي، وأوقات التحميل وعدم الدقة في نظام القتال، لكنه ذكر أن «أياً من هذه الانتقادات الطفيفة تمنع النسيان من أن يكون تجربة ممتعة تمامًا وسهلة الاستخدام ورائعة مع محتوى كافٍ لإعادتك مرارًا وتكرارًا».
حصل أبليفيان على عدد من جوائز الصناعة والنشر. في عام 2006، حصلت اللعبة على لقب «لعبة العام» في حفل توزيع جوائز جي فوريا فيديو غيم وفي حفل جوائز سبايك تي في فيديو غيم. في حفل توزيع جوائز غولدن جوي ستيك السنوي الرابع والعشرين، تم منح أبليفيان «بلاي.كوم ألتيمت غيم أوف ذا يير» و«إكس بوكس أوف ذا يير» و«ebuyer.com بي سي غيم أوف ذا يير». حصلت اللعبة على لقب أفضل لعبة لعب الأدوار لعام 2006 بواسطة 1آب.كوم،  جي فور،  أي جي إن، غيم سباي،  غيم سبوت،  غيم ريفولشن،  بي سي غيمر يو إيس،  وجوائز الإنجاز التفاعلي. قدم محررو مجلة ألعاب الكمبيوتر أبليفيان جائزتي «أفضل تقنية» و«أفضل لعبة لعب الأدوار» لعام 2006، وأطلقوا عليها لقب ثاني أفضل لعبة كمبيوتر لهذا العام. ولخصوها على أنها «تحفة لا تُنسى». في عام 2007، صنفت مجلة بي سي غيمر أبليفيان المرتبة الأولى على قائمتها لأفضل 100 لعبة على الإطلاق. بالإضافة إلى الجوائز التي فازت بها اللعبة نفسها، فاز باتريك ستيوارت الصوتي باسم أوريل سيبتيم بجائزة سبايك تي في،  وفازت النتيجة الموسيقية للملحن جيريمي سولي بجائزة أم تي في فيديو ميوزيك الافتتاحية عن «أفضل موسيقى أصلية» من خلال مسابقة دولية التصويت الشعبي.

## روابط خرجية
الموقع الرسمي